# 2. szvit (Bartók)
A II. szvit keletkezésének ideje 1905–1907 (Op. 4, Sz. 34, BB 40).
Az első három tételt feltehetően 1905-ben írta a komponista,  Bartók Béla, a következő évben pedig első népdalgyűjtő útjára indult. Ennek az élménynek nyomai a szvit negyedik tételén már megmutatkoznak: első ízben él Bartók pentaton fordulatú témával. Ennek ellenére a mű még magán viseli a verbunkos-irodalom és Richard Strauss nagy koncepciójú szimfonikus művészetének kettős hatását. A szvit zenéjében még erős a klasszikus-romantikus örökségből sarjazó dúr-moll tonalitás, bár a második tétel (scherzo) már csak alaphangjával utal erre. Figyelemreméltó e tétel ritmikája, őserejű lendülete, valamint a középrészben alkalmazott, Bachra hajazó fúga. A lassú harmadik tétel érdekes parlando-dallamossága részben a hallgató-nótákra, részben a későbbi Bartók sajátos hangjára utal. A zárótétel, népzenei inspirációja ellenére klasszikus szonátaforma keretein belül íródott.
A művet eredeti formájában 1909-ben Budapesten mutatták be. A későbbiek során Bartók többször is átdolgozta.

## Tételek
1. Comodo
2. Allegro scherzando
3. Andante
4. Comodo

## Autográf anyagok
- Vázlatok (hiányos):

1. Folyamatvázlat töredékek az I–II. és IV. tételhez (Bartók Péter magángyűjteménye: 12FSS1ID1)
2. Részvázlatok (Bartók Archívum, Budapest: 2002a)

- Autográf partitúra, eredetileg Szerenád címmel, a szerzői kiadású elsőkiadás (Selbstverlag B.B.) metszőpéldánya, a 29–32. pp. későbbi revíziójával (Bartók Péter magángyűjteménye: 12FSS1ID1)
- A partitúra elsőkiadás javított példányai:

1. Bartók saját példánya (Bartók Archívum, Budapest: BH32)
2. A Budapesti Filharmóniai Társaság példánya (Bartók Archívum, Budapest: 2131)
3. Az Universal Edition 6981 2. kiadás (1921) metszőpéldánya (Wiener Stadt- und Landbibliothek)

- Az UE 2. kiadás egy példánya néhány javítással (ifj. Bartók Béla magángyűjteménye)
- Szólamanyag: másolat, kopista írása, Bartók autográf javításaival (az ismételten javított szólamanyag előbb az 1., azután a 2. kiadás szövegének felelt meg) (Liszt Ferenc Zeneművészeti Egyetem, letét a budapesti Bartók Archívumban).
- Amerikai revízió

1. Az UE kiadás egy példánya, a IV. tételben újraírt oldalakkal (az elveszett [?] autográf oldalak fotokópiában), című 1942 (Bartók Péter magángyűjteménye: 12FSFC1).
2. A B&H 16160 3. kiadás (1948), revised 1943 edition, metszőpéldánya (Bartók-kézírású bejegyzés nélkül) (Bartók Péter magángyűjteménye: 12FSFC3).

- 2-zongorás átdolgozása=BB 122.